# 热血合唱团
《热血合唱团》（Find Your Voice）是由关信辉执导、刘德华投资监制的一部香港青春励志电影，张佩琼编剧，刘德华、吴岱融、尹扬明、卢冠廷、林愷鈴、吳卓衡、王智騫主演。本片早於2017年3月拍竣，中国大陆于2020年11月13日上映，香港及澳门于11月26日上映。

## 劇情
講述音樂指揮家嚴梓朗帶領一群三等學校的問題學生在學校闖下大禍後，而被迫參加「熱血合唱團試驗計畫」。別無選擇的學生只得遵從，共同面對挫折與挑戰，在音樂中找回自我。 之後在音樂界著名華裔指揮家也答應作為該合唱團的指揮後，合唱團與指揮家正式開始他們的高歌之旅。透過音樂，給自己迷惘人生一個熱血成長的機會。
中四學生馮信希，是教師眼中的典型壞學生，脾氣暴躁、操行零蛋。一天，信希在學校內闖下彌天大禍，雖然校長決定給他最後機會，但條件是要求他加入「熱血合唱團試驗計劃」，信希無可選擇，只好勉強答應。
歷時九個月，「熱血合唱團試驗計劃」打算特訓由三間「Band 3」學校學生組成的古典音樂合唱團參加「校際合唱團比賽」。外界對是次計劃嗤之以鼻，更取笑他們是「籮底橙合唱團」。誰也想不到，消聲匿跡了一年、在音樂界有「鐵血教官」之稱的美國著名華裔指揮家嚴梓朗（劉德華 飾），竟答應來港擔任合唱團指揮。
每張臉背後都有自己的故事，每個合唱團也有自己的生命樂章。當三十三名被社會摒棄的問題學生遇上這位深藏不露的鐵面教官，經歷汗水與淚水，他們的樂章又會怎樣？生命的巨浪接踵而來，「熱血合唱團」與嚴指揮最終能否排除萬難，完成這個不可能的任務，昂首踏上舞台，為自己熱血一次，用愛高歌？

## 角色
| 演員   | 角色          | 介紹 |
| 劉德華 | 嚴梓朗        | 美國華藉指挥家，多屆美國大學合唱團冠軍總指揮，因在美國輸了比賽而自暴自棄，後來因逃避責任而避走，到香港接受校長邀請成為合唱團導師 |
| 吳岱融 | 羅學群        | 音乐学校校監，东区地产商会及熱血合唱團計劃主席，為人唯利是圖                                                                     |
| 盧冠廷 | 盧冠廷        | 校長，堅信有教無類，邀請严梓朗回港任教                                                                                           |
| 李丽珍 |               | 信希妈，經常被丈夫虐打 |
| 尹揚明 |               | 韻兒爸，經常開工不足的地盤工人，脾氣暴躁                                                                                         |
| 淼     |               | 韻兒媽 |
| 林愷鈴 | 楊嘉碧        | 合唱团学生，因家庭缺乏愛而沉迷于恋情的女生，經常為男友而傷害自己                                                                 |
| 伍詠詩 | 李韻兒        | 合唱团学生，因家境問題被逼打工，喜歡cosplay                                                                                      |
| 王智騫 | 馮信希        | 合唱团学生，容易衝動，有多次打架案底                                                                                             |
| 吳卓衡 | 谢博文        | 合唱团学生，出身于富贵之家，父亲对他要求严格，因合唱團打架事件而被逼退團留學英國                                                 |
| 謝君豪 | 博文爸爸      | 只掛住做生意而經常忽略兒子 |
| 王嘉慧 | 何妙麗        | 合唱团学生，患有自閉症 |
| 鄂靖文 | 汤老师        | |
| 鄭丹瑞 | Gorden Wang   | 孫俊表哥 |
| 雷颂德 | 孫俊（孫sir） | 著名學校合唱團導師，連續四屆校際合唱團比賽冠軍總指揮，要求嚴格                                                                   |
| 關禮傑 | 馮永濤        | 馮信希爸爸，因生意失敗而欠下债务，经常问老婆要钱还动手打她                                                                       |
| 姚學智 | 曾小龍        | 合唱團學生，有偷東西習慣 |
| 孫佳君 | 小龍母親      | 單親母親，過份溺愛小龍 |

## 制作
2017年1月於洛杉磯及香港開拍，同年3月殺青，由于受刘德华泰国坠马受伤事件影响，直到2018年3月才開始進行電影後期工作，2019年3月后期工作完成。本片为促进上海电影发展专项资金资助项目。
这是刘德华首次扮演一位音乐指挥家，为了演好角色，他在电影开拍前特意向音乐指挥家学习指挥技巧。刘德华表示通过这部电影他学到了很多：“因为觉得自己一直以来音乐上的修为都不是很高，这次借着在片中饰演指挥家的机会学习了指挥，还补了很多音乐知识，在戏里我是老师，但我在帮助这些年轻人的同时也在被他们治愈，跟他们一起学习一起成长，所以这部电影让我对音乐和生活都有了更多感触和收获。”

## 发行
2018年3月20日，主创亮相香港国际影视展，并发布了首款预告片。2020年10月22日，中国大陆最终定档于2020年11月13日。香港则于11月26日上映。11月11日，终极海报与开课版预告片发布。中国大陆取得7000万人民币票房。香港受疫情影响只公映了几天，12月2日至翌年2月17日影院等场所被迫关停。香港票房最終109萬。

## 電影歌曲
1984年林子祥演唱的粤语歌曲《谁能明白我》是影片的重要歌曲之一；而片尾曲《谁能明白我》由刘德华重新演绎，林子祥作曲，郑国江作词，温浩昊编曲，陈德建监制，2020年11月13日上午正式在网络发布。
《狮子山下》为影片的插曲；英语歌曲《You Raise Me Up》为热血合唱团表演的曲目。

## 軼事
「熱血合唱團」的對手St.Adrian為由香港英華書院及真光女書院組成的聯校合唱團飾演。